# Lei de bases da saúde
Em Portugal, a Lei de Bases da Saúde é a lei que estabelece o quadro geral do sistema de saúde nacional, nomeadamente do Serviço Nacional de Saúde.

## Aprovação e alterações
A Lei de Bases da Saúde foi aprovada pela Lei n.º 48/90, de 24 de agosto, e alterada pela Lei n.º 27/2002, de 8 de novembro.
As alterações introduzidas pela Lei n.º 27/2002, de 8 de novembro, visaram alterar o regime laboral e financeiro da Lei de Bases e aprovar um novo regime de gestão hospitalar.

## Estrutura da Lei de Bases da Saúde
A Lei de Bases da Saúde é constituída por 45 artigos, neste diploma designados por "bases", divididos pelos seguintes capítulos:
- Capítulo I - Disposições gerais
- Capítulo II - Das entidades prestadoras dos cuidados de saúde em geral
- Capítulo III - Do Serviço Nacional de Saúde
- Capítulo IV - Das iniciativas particulares de saúde
- Capítulo V - Disposições finais e transitórias